# Werner Barthold

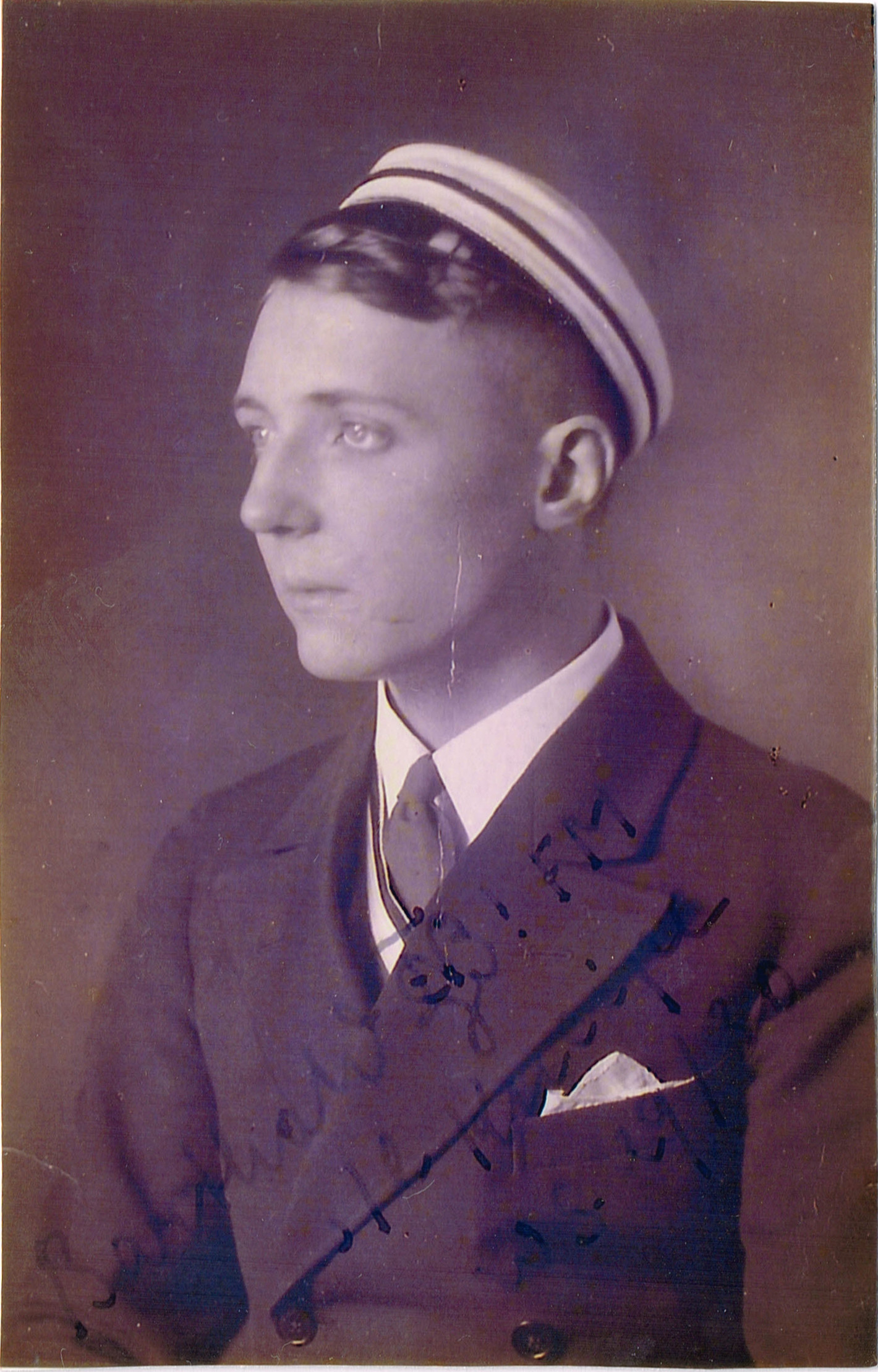
Werner Barthold

Werner Barthold (* 10. August 1908 in Berlin; † 7. Januar 1996 in Oberpframmern) war ein deutscher Ministerialbeamter, politischer Schriftsteller und Angehöriger des Bundesnachrichtendienstes.

## Leben
Barthold wuchs in Berlin auf und legte 1927 am Fichtegymnasium in Berlin-Wilmersdorf sein Abitur ab. Danach studierte er bis 1931 an der Friedrich-Wilhelms-Universität zu Berlin Rechtswissenschaft. 1929 wurde er im  Corps Neoborussia Berlin recipiert. Nach dem studienabschließenden Referendarexamen legte er 1934 das Assessorexamen ab. Danach wurde er Rechtsanwalt. Nach dem Zweiten Weltkrieg, in welchem er Marinestabsrichter war, verblieb er im Staatsdienst. 1945 war er zunächst kurzzeitig Staatsanwalt in Marburg, dann Oberregierungsrat in Wiesbaden, bis er 1948 Vortragender Anwalt beim Generalanwalt beim Deutschen Obergericht für das Vereinigte Wirtschaftsgebiet in Köln wurde. 1951 wechselte er in das Bundesinnenministerium nach Bonn. Im Ministerium war er der leitende Sachbearbeiter für die Verfassungsklage, welche 1956 zum KPD-Verbot führte. 1952 wurde er Corpsschleifenträger der Silesia Breslau, der er bei der Rekonstitution geholfen hatte. 1958 wurde er als Leitender Regierungsdirektor zum Bundesnachrichtendienst nach München versetzt, wo er bis zur Pensionierung 1970 blieb. Danach war er bis zum Lebensende noch als Rechtsanwalt tätig.
1950 war Barthold an der Rekonstitution des Verbandes Alter Corpsstudenten in Altena beteiligt. 1950–1957 vertrat er den Großbezirk Rheinland im Gesamtausschuss. Von 1951 bis 1983 saß er in der Verbändekommission (der späteren Kommission für Hochschulpolitik und Verbändewesen) des Kösener Senioren-Convents-Verbandes, der er von 1956 bis 1976 vorstand. Zur Zeit der 68er-Bewegung leitete er den Convent Deutscher Akademikerverbände als stellvertretender Vorsitzender (1969/70) und als Vorsitzender 1971/72. 1962–1966 war er Mitglied des VAC-Vorstands München I.

## Ehrungen
- Bandverleihung des Corps Silesia (1955)
- Ehrenmitglied des Corps Neoborussia-Berlin (1965)
- Fabricius-Medaille des CDA (1974)
- Erinnerungsteller des Convents Deutscher Korporationsverbände
- Silberschale des Verbandes Alter Corpsstudenten

## Werke
- Die geistige Leistung Friedrich Hielschers für das Kösener Corpsstudententum. In: Einst und Jetzt. Jahrbuch des Vereins für corpsstudentische Geschichtsforschung. 36. Band (1991), S. 279–282.
- Macht und Ohnmacht der Ideologien in den Corps. Einst und Jetzt, Bd. 27 (1982), S. 67–84.
- Die hessische Hochschulgesetzgebung, Modell einer verfassungswidrigen und revolutionären Utopie und des marxistischen Staatsabsolutismus, München: Hirthammer, 2. Aufl., 1975.
- Der freie Raum der Wissenschaft und seine Grenzen, München: Hirthammer, 1974.
- Die Symbole der studentischen Corps. In: Deutsche Corpszeitung 5, 1974, ISSN 0931-0215, S. 208.
- Marxistisches Geschichtsbild - Volksfront und antifaschistisch-demokratische Revolution. Zur Vorgeschichte der Geschichtswissenschaft der DDR und zur Konzeption der Geschichte des deutschen Volkes, Berlin 1970.
- Die Mensur. Herkunft, Recht und Wesen, 1968.
- Steht das Grundrecht des Art. 2 Abs. 1 GG der Anwendung des § 205 StGB auf die Bestimmungsmensur entgegen? (als Manuskript vervielfältigt, Digitalisat (PDF; 39 MB) des Kösener und Weinheimer Archivportals).
- Rechtsstaat und Bestimmungsmensur, Köln 1950.